# Liste der Geotope im Landkreis Deggendorf
Diese Liste enthält die Geotope des niederbayerischen Landkreises Deggendorf in Bayern.
Die Liste enthält die amtlichen Bezeichnungen für Namen und Nummern des Bayerischen Landesamt für Umwelt (LfU) sowie deren geographische Lage. Diese Liste ist möglicherweise unvollständig. Im Geotopkataster Bayern sind etwa 3.400 Geotope (Stand März 2020) erfasst. Das LfU sieht einige Geotope nicht für die Veröffentlichung im Internet geeignet. Einige Objekte sind zum Beispiel nicht gefahrlos zugänglich oder dürfen aus anderen Gründen nur eingeschränkt betreten werden.
| Name                                                   | Bild           | Geotop ID | Gemeinde / Lage           | Geologische Raumeinheit   | Beschreibung | Fläche m² / Ausdehnung m | Geologie                                                                        | Aufschlussart                  | Wert               | Schutzstatus                                           | Bemerkung                                                                                             |
| ------------------------------------------------------ | -------------- | --------- | ------------------------- | ------------------------- | --- | ------------------------ | ------------------------------------------------------------------------------- | ------------------------------ | ------------------ | ------------------------------------------------------ | --- |
| Aufschluss am Burgberg in Winzer                       |                | 271A001   | Winzer Position           | Dungau                    | Im Bereich des Donaurandbruches steht Winzergneis an, ein hellgraugrünes, körniges Gestein mit größeren Feldspateinsprenglingen und einem blastokataklastischen Gefüge. Die ehemals hochmetamorphen Perlgneise wurden tektonisch zerschert und partiell umkristallisiert. Der Aufschluss am Burgberg Winzer gilt als Typlokalität für diaphtoretische Gesteine des Gebietes. Als Naturdenkmal geschützt ist bisher nur das Plateau. | 10000 100 × 100          | Typ: Typlokalität Art: Gneis                                                    | Böschung                       | wertvoll           | Naturdenkmal                                           | |
| Ehemaliger Steinbruch S von Deggenau (Martinswand)     |                | 271A003   | Deggendorf Position       | Dungau                    | Der anstehende Perlgneis ist in einzelnen Lagen stark metaplastisch verändert, das Gefüge verliert die lineare Struktur und wird nebulitisch bis granitoid. Zu erkennen sind einige diskordante Granitgänge mit aplitischem Saum sowie reliktische Biotitgneisschollen und Kalksilikate im Perlgneis. Die alte Steinbruchwand diente bis 2017 (gesperrt wegen Felssturz) als Klettergarten (=Martinswand), die Steinbruchsohle wird z. T. als Lagerplatz genutzt. | 1500 150 × 10            | Typ: Gesteinsart Art: Gneis, Granit                                             | Steinbruch                     | bedeutend          | Naturpark                                              | |
| Gneisaufschluss Halbmeile                              |                | 271A005   | Deggendorf Position       | Dungau                    | Anstehend ist Perlgneis mit z. T. unvollständigem Umbau von älteren migmatischen Lagengneisen, die als kleinere Schollen im Perlgneisgefüge teilweise integriert sind. Die Perlgneisbildung ist auf vorwiegend tektonischer Umprägung metamorpher Ausgangsgesteine zurückzuführen. Der Aufschluss ist so stark zugewachsen, dass einige Abschnitte nicht mehr erreichbar sind. | 500 100 × 5              | Typ: Gesteinsart, Metamorphes Gefüge Art: Gneis                                 | Böschung                       | bedeutend          | Landschaftsschutzgebiet, Naturpark                     | Ende 2019 bis Mitte 2020 fanden am Felshang bei Halbmeile umfangreiche Felssicherungsmaßnahmen statt. |
| Ehemaliger Steinbruch E von Flintsbach                 |                | 271A006   | Winzer Position           | Passauer Wald             | Vom ehemalig aufgeschlossenen Profil ist nur noch der Kieselnierenkalk der Ortenburger Schichten (Malm beta) und Schwammkalke (Malm alpha) aufgeschlossen. In Karsttrichtern finden sich Schutzfelsschichten und Sandsteinplatten (Turon?). Ehemals waren küstennahe Sandsteine des Malm Alpha und Oolithkalke des Callov aufgeschlossen. Die Höhenlage am Westrand des Grundgebirges ist ein Argument für den Donaurandbruch als Staffelbruch. | 8400 140 × 60            | Typ: Standard-/Referenzprofil, Karstschlot, Karstspalte Art: Kalkstein          | Steinbruch                     | besonders wertvoll | Landschaftsschutzgebiet, Naturpark                     | |
| Ehemaliger Steinbruch Laschinger NE von Padling        |                | 271A007   | Hunding Position          | Vorderer Bayerischer Wald | Anstehend sind im Perlgneis aufsitzende Dioritschollen, die den Rest eines größeren gangförmigen Dioritkörpers darstellen. Der Aufschluss gibt Informationen zum Intrusionsmechanismus und relativem Alter von Intrusion und Metamorphose. Der umgebende Perlgneis ist deutlich texturiert und enthält Relikte von Kalksilikat- und Lagengneisen. | 1750 50 × 35             | Typ: Kontakt, Gesteinsart, Metamorphes Gefüge Art: Diorit, Gneis                | Steinbruch                     | wertvoll           | Landschaftsschutzgebiet, Naturpark                     | |
| Ehemalige Granitbrüche NE von Frauenmühle              | weitere Bilder | 271A013   | Metten Position           | Vorderer Bayerischer Wald | In den Brüchen ist die mittelkörnige Mettener Fazies des Mettener Granitmassivs aufgeschlossen. Der nördliche Steinbruch zeigt noch relativ gute Aufschlussverhältnisse (teilweise Klettergarten). Dort sind in den Wänden diverse Gänge sichtbar. Der südliche Bruch (Stbr. Schleifmühle) hingegen ist bereits stark zugewachsen. Auf der Sohle entsteht ein Feuchtbiotop. | 25000 250 × 100          | Typ: Gesteinsart Art: Granit                                                    | Steinbruch                     | bedeutend          | Landschaftsschutzgebiet, Naturpark                     | |
| Ehemaliger Granitbruch N von Laufmühle                 |                | 271A014   | Metten Position           | Vorderer Bayerischer Wald | Bei dem oberflächlich weitgehend angewitterten Gestein handelt es sich um einen grobkörnigen, muskovitführenden Zentralgranit des Mettener Granitmassivs. Auf der Bruchsohle liegt ein verlandender Tümpel. Die Steinbruchwände sind nicht mehr zugänglich. | 800 40 × 20              | Typ: Gesteinsart Art: Granit                                                    | Steinbruch                     | bedeutend          | Landschaftsschutzgebiet, Naturpark                     | |
| Maxfelsen WSW von Hackermühle                          | weitere Bilder | 271A015   | Deggendorf Position       | Vorderer Bayerischer Wald | Die Felswand aus Perlgneis ist ca. 15 Meter hoch und zeigt steilstehenden Lagenbau. In den Lagenbau integriert finden sich einzelne Schollen biotitreichen Lagengneis. Am Felsen ist eine Gedenktafel zur Anwesenheit Max II. am 11. Juli 1849 befestigt. | 32 8 × 4                 | Typ: Gesteinsart, Felswand/-hang Art: Gneis                                     | Hanganriss/Felswand            | bedeutend          | Naturdenkmal, Landschaftsschutzgebiet, Naturpark       | |
| Straßenaufschlüsse Ruselstraße SW von Oberglasschleife |                | 271A016   | Deggendorf Position       | Vorderer Bayerischer Wald | In diesem Bereich ist der Übergang von Perlgneis zu homogenem Migmatit (Paragranodiorit) zu finden, der durch Anatexis aus Perlgneisen entstanden ist. Die Feldspäte sind teilweise noch perlig und auch die Relikte von Kalksilikatfelsen, Lagengneisen und Amphiboliten wurden übernommen. Die Aufschlüsse sind inzwischen sehr stark zugewachsen. | 1200 300 × 4             | Typ: Gesteinsart Art: Gneis, Diorit                                             | Böschung                       | bedeutend          | Landschaftsschutzgebiet, Naturpark                     | |
| Gneisaufschluss an der B533 N von Gneisting            |                | 271A018   | Hunding Position          | Vorderer Bayerischer Wald | An der Böschung der B533 nahe der Straßenkehre ist Gneis angeschnitten. Im Aufschluss ist eine Vielzahl metamorpher Gefügemerkmale zu beobachten: Fast richtungsloser Perlgneis in engem Wechsel zu Gneisen mit deutlich lagigem Bau, Fältelung und Diskordanzen im Lagenbau, eingelagerte Reliktschollen, Quarzknauern, Gänge, geringe Vererzung (Pyrit). | 3000 200 × 15            | Typ: Metamorphes Gefüge, Gesteinsart, Mineralien Art: Gneis, Kalksilikatfels    | Böschung                       | wertvoll           | Landschaftsschutzgebiet, Naturpark                     | |
| Granitaufschluss an der B533 W von Wannersdorf         |                | 271A019   | Grattersdorf Position     | Vorderer Bayerischer Wald | An der Bundesstraße ist Kaußinger Granit, ein feinkörniger, biotitreicher Granit angeschnitten. Der Aufschluss zeigt Aplitgänge und Einschlüsse von Fremdschollen, z. B. dioritische Linsen. Harnischflächen weisen auf tektonische Beanspruchung hin. Zur Geländeoberfläche hin nimmt der Verwitterungsgrad zu. Der Granit ist vergrust. Die Zersatzzonen greifen an Störungen tief in die frischeren Gesteinspartien ein. | 2250 150 × 15            | Typ: Gesteinsart Art: Granit, Kristallingrus                                    | Böschung                       | wertvoll           | Landschaftsschutzgebiet, Naturpark                     | |
| Kies- und Sandgrube am Forchenhügel NE von Maign       |                | 271A020   | Außernzell Position       | Passauer Wald             | Die Kies- und Sandgrube erschließt jungtertiäre Flusssedimente (Pliozän) einer Urdonau. Der Fluss verlief hier nördlicher als die heutige Donau. Die Kiese überlagern das Braunkohletertiär (Miozän) der Hengersberger Bucht, die von Westen in das Kristallin hineingreift. In der Grube ist eine Wechselfolge von quarzreichen Kiesen und Sanden angeschnitten, teilweise als Rinnenfüllungen erkennbar. Auf halber Höhe durchzieht ein Konglomeratband (durch Eisenhydroxid verfestigt) die Grube. | 5000 100 × 50            | Typ: Schichtfolge, Sedimentstrukturen Art: Kies, Sand                           | Kiesgrube/Sandgrube            | bedeutend          | Naturschutzgebiet, Landschaftsschutzgebiet, FFH-Gebiet | |
| Ziegel- und Kalkofen Flintsbach mit Kalksteinbruch     |                | 271G001   | Winzer Position           | Passauer Wald             | Der Mittelpunkt des seit 1975 unter Denkmalschutz stehenden Ensembles ist das im Jahr 1883 errichtete Ofengebäude mit dem im Original erhaltenen Ringofen. In diesem wurden bis zur Betriebseinstellung im Jahr 1968 sowohl Ziegel, als auch Kalk gebrannt. Der Rohstoff für die Ziegelherstellung entstammte einer Grube unmittelbar im Norden des Ofengebäudes, während der Kalkstein nordöstlich davon in einem Steinbruch (Geotop-Nr. 271A006) abgebaut wurde, welcher bis dahin wohl über 1000 Jahren im Abbau gestanden hatte. Das technische Denkmal wurde vor wenigen Jahren restauriert und zum Ziegel- und Kalk-Museum mit Freigelände (z. B. Ziegeltrocknungsanlage, immer zugänglich) und Ausstellungshallen ausgebaut. Ergänzende Informationen mit bodenkundlichem Schwerpunkt vermittelt ein Lehrpfad. | 1000 50 × 20             | Typ: Brennofen/Ziegelei, Kalkofen, Steinbruch/Grube Art: Kalkstein              | Steinbruch                     | wertvoll           | Naturpark                                              | |
| Bergbauspuren in Hunding                               |                | 271G002   | Hunding Position          | Vorderer Bayerischer Wald | Der ehemalige Bergbau in Hunding (Bergbausymbol im Gemeindewappen) ist das einzige bekannte Bergbaurevier im Lkr. Deggendorf. Abgebaut wurde eine silberhaltige Bleiglanzvererzung in einem Quarzgang. Das Nebengestein ist Perlgneis, Begleitminerale der Vererzung sind u. a. Calcit, Siderit, Zinkblende, Pyromorphit, Cerussit, Pyrit. Die erste Erwähnung des Bergbaus stammt von 1562. Seit Ende des 19. Jhd. sind die Gruben aufgelassen. Schauobjekt des Naturparks Bayerischer Wald. | 20000 200 × 100          | Typ: Stollen, Pinge/nfeld, Mineralien Art: Gangquarz, Gangmineralisation, Gneis | Tunnel/Stollen/Schacht         | bedeutend          | Naturpark                                              | |
| Sauloch-Schlucht NW von Tattenberg                     | weitere Bilder | 271R001   | Deggendorf Position       | Vorderer Bayerischer Wald | Das Kerbtal ist durch das starke Relief am Südhang des Vorderen Bayerischen Waldes an manchen Abschnitten schluchtartig bis zu 200 Meter tief eingeschnitten. Im oberen Talabschnitt ist v. a. auf der südwestexponierten Talseite unter periglazialen Bedingungen ein ausgedehntes Blockmeer entstanden, das sich z. T. noch in Bewegung befindet. | 400000 1000 × 400        | Typ: Kerbtal, Blockstrom Art: Gneis, Granit                                     | Prallhang/Flussbett/Bachprofil | wertvoll           | Landschaftsschutzgebiet, Naturpark                     | |
| Schützinger Berg S von Schützing                       |                | 271R002   | Schaufling Position       | Vorderer Bayerischer Wald | Die kleine Gipfelklippe aus Perlgneis zeugt von der pleistozänen Erosion im Periglazialraum. Im Umkreis ist eine schwache Blockbestreuung anzutreffen. | 100 10 × 10              | Typ: Felskuppe Art: Gneis                                                       | Felshang/Felskuppe             | bedeutend          | Naturdenkmal, Landschaftsschutzgebiet, Naturpark       | |
| Kanzel NW von Nemering                                 |                | 271R003   | Schaufling Position       | Vorderer Bayerischer Wald | Die flachen, nur wenig erhöhten Gipfelklippen aus Paragranodiorit (ein mittelkörniges anatektisches Gestein) sind aus Perlgneisen entstanden. Die Kanzel schließt einen flachen Bergsporn mit steileren Abfall nach Süden ab. Im Umfeld der Gipfelklippen findet sich ein überwiegend baumbestandenes Blockmeer. | 75 15 × 5                | Typ: Felskuppe, Blockmeer Art: Granodiorit                                      | Felshang/Felskuppe             | bedeutend          | Naturdenkmal, Landschaftsschutzgebiet, Naturpark       | |
| Felskuppe am Büchelstein W von Kerschbaum              |                | 271R004   | Grattersdorf Position     | Vorderer Bayerischer Wald | Der Gipfelbereich des Büchelsteins besteht aus flach nach Norden einfallenden Perlgneisen. Der plateauartige Gipfel bricht steil nach Süden ab. Diese imposante Gipfelklippen sind das Ergebnis pleistozäner Erosion, bei der tiefgründige tertiäre Verwitterungsdecken bis zum anstehenden Festgestein abgetragen wurden. Vom kleinen Gipfelplateau aus ist ein weiter Rundblick möglich. Der Gipfel ist ein beliebter Drachenfliegerstartplatz. | 250 25 × 10              | Typ: Felskuppe Art: Gneis                                                       | Felshang/Felskuppe             | bedeutend          | Landschaftsschutzgebiet, Naturpark                     | |
| Gipfel des Vogelsang (Klosterstein) NW von Vogelsang   | weitere Bilder | 271R005   | Bernried Position         | Vorderer Bayerischer Wald | Die langgestreckte Gipfelklippe besteht aus Cordierit führendem Perlgneis. Nach Süden grenzt ein größeres Blockfeld an. Gipfelklippe und Blockfeld stellen ein Zeugnis der pleistozänen Verwitterung dar. | 1200 80 × 15             | Typ: Felskuppe, Blockmeer Art: Gneis                                            | Felshang/Felskuppe             | bedeutend          | Naturdenkmal, Landschaftsschutzgebiet, FFH-Gebiet      | |
| Terrasse zwischen Niederpöring und Aholming            |                | 271R006   | Aholming Position         | Dungau                    | Zwischen Niederpöring und Aholming zieht sich eine deutliche, meist baumbestandene Terrassenkante entlang. Bei der markanten Reliefform in der reliefarmen Gäulandschaft handelt es sich um eine würmglaziale bis holozäne Erosionsterrasse der Isar in rißeiszeitlichen Schottern. Östlich von Alttiefenberg und westlich Aholming zeichnet die Kante fossile Flussmäander nach (ehemalige Prallhänge). | 80000 4000 × 20          | Typ: Terrasse, Prallhang Art: Schotter                                          | kein Aufschluss                | bedeutend          | FFH-Gebiet, Vogelschutzgebiet                          | |
| Donauhochufer zwischen Irlbach und Wischlberg          |                | 271R007   | Stephansposching Position | Dungau                    | Die rezente Donau schneidet rißglaziale Hochterrassenschotter an. Durch den Flussausbau wurde der ehemalige Prallhang der Donau nahezu inaktiv. Nahe Wischlburg ist der Hang nochmals abgestuft. Bei Wischlburg zieht die Terrassenkante in das Nebental hinein. | 40000 1000 × 40          | Typ: Prallhang, Terrasse Art: Schotter                                          | kein Aufschluss                | bedeutend          | Landschaftsbestandteil, FFH-Gebiet, Vogelschutzgebiet  | |
| Bachtal NW von Wischlburg                              |                | 271R008   | Stephansposching Position | Dungau                    | Ein Beispiel für die typische Form der Talbildung im Periglazialgebiet des Würmglazials und im Holozän: die Talgenese ist vor allem durch flächenhafte Erosion von Fließerden im Würmglazial geprägt. Im Unterlauf schneidet der Talboden den Grundwasserspiegel des Hochterrassenschotters an, so dass an den Talflanken Quellen austreten. Durch Bacherosion entstanden niedrige Terrassen über der Talsohle. | 80000 400 × 200          | Typ: Terrasse, Verengungsquelle Art: Schotter                                   | kein Aufschluss                | bedeutend          | FFH-Gebiet, Vogelschutzgebiet                          | |
| Natternberg W von Deggendorf                           | weitere Bilder | 271R009   | Deggendorf Position       | Dungau                    | Es handelt sich um ein Relikt der Gebirgsfußfläche (Pedimentfläche) des Bayerischen Waldes. Entstanden war der Zeugenberg durch Erosion der pleistozänen Donau. So lässt sich auch die Form und Ausrichtung entsprechend der Fließrichtung und Lage des tektonischen Gefüge des Gesteins erklären. Das Gestein ist durch mehrere Abbaustellen aufgeschlossen. | 175000 700 × 250         | Typ: Inselberg/Zeugenberg Art: Mylonit                                          | kein Aufschluss                | bedeutend          | Naturdenkmal, FFH-Gebiet, Vogelschutzgebiet            | |
| Regensburger Stein NW von Oberhirschberg               |                | 271R010   | Bernried Position         | Vorderer Bayerischer Wald | Die Felskuppe aus Perlgneis befindet sich am steilen Südabfall des Vorderen Bayerischen Waldes. Die tertiäre Verwitterungskruste wurde im Pleistozän besonders an exponierten Stellen abgetragen, durch Frostverwitterung entstanden schroffe Felsformen. | 1500 50 × 30             | Typ: Felskuppe Art: Gneis                                                       | Felshang/Felskuppe             | bedeutend          | Naturdenkmal, Landschaftsschutzgebiet, FFH-Gebiet      | |
| Geiersberg bei Deggendorf                              |                | 271R011   | Deggendorf Position       | Vorderer Bayerischer Wald | Die steile Westflanke des Geiersberg geht auf einen pleistozänen Prallhang der Donau zurück. In kleinen Aufschlüssen (z. B. hinter der Kirche am Fußweg vom Friedhof zur Marien-Wallfahrtskirche am Geiersberg) ist feinkörniger, biotitreicher Granit aufgeschlossen. Im Umfeld an Straßenanschnitten findet sich Perlgneis, der teilweise stark verwittert ist (Gneiszersatz). | 100000 500 × 200         | Typ: Prallhang, Gesteinsart Art: Granit, Gneis                                  | Prallhang/Flussbett/Bachprofil | bedeutend          | Naturdenkmal, Landschaftsschutzgebiet, Naturpark       | |
| Mäanderbogen Gundelau SE von Niederalteich             |                | 271R012   | Niederalteich Position    | Dungau                    | Die Gundelau stellt einen exemplarischen Mäanderbogen der Donau dar. Aufgebaut aus dem zentralen Mäanderkörper, der begleitenden Rinne und der Unterschneidung durch einen jüngeren Flusslauf. Dieser Mäanderbogen war noch im Mittelalter aktiv. Der Bogen wird im Bereich der Alten Donau von Deichen der Hochwasserfreilegung nachgezeichnet und ist daher sehr gut erkennbar. | 2800000 2000 × 1400      | Typ: Mäander Art: Schluff, Sand, Kies                                           | kein Aufschluss                | wertvoll           | kein Schutzgebiet                                      | |